# Santisteban del Puerto
Santisteban del Puerto es una localidad y municipio español situado en la parte central de la comarca del Condado, en la provincia de Jaén. Limita con los municipios jienenses de Castellar, Iznatoraf, Villacarrillo, Sabiote, Navas de San Juan y Aldeaquemada; y con los municipios ciudadrealeños de Viso del Marqués, Torre de Juan Abad, Castellar de Santiago y Villamanrique. Por su término discurren los ríos Guadalimar, Guadalén, Montizón y Dañador.
Tiene una población de 4457 habitantes (INE 2024).
El municipio santistebeño comprende el núcleo de población de Santisteban del Puerto —capital municipal y comarcal— y el diseminado de Los Ardosos, entre otros.

## Naturaleza
Dentro del patrimonio natural de Santisteban del Puerto existe una gran variedad de especies amenazadas de monte mediterráneo, como por ejemplo el buitre negro, el lince ibérico, el águila real y el buitre leonado. Estos animales encuentran en estos espacios uno de sus últimos refugios. Otra especie, como el lobo ibérico, desapareció de los montes del término en los años 60, siendo vistos posteriormente ejemplares provenientes de la sierra de Andújar.
Dentro de la variedad de animales que habitan en esta zona podemos encontrar el ciervo, el gamo, el jabalí, el muflón, zorro, búho real, jineta y una gran cantidad de aves.

## Historia
Pueblo de larga historia, parece ser que tuvo como primeros moradores a los Carnosaurios del Triásico, según se desprende de los estudios científicos (REOLID, 2015) de las huellas (icnitas) localizadas en el paraje de las Erillas Blancas, donde hoy se alza un parte temático municipal. En el Paleolítico fue habitada por humanos según restos de utensilios en piedra y pinturas rupestres de las Cuevas del Apolinario y la Morciguilla, declaradas Patrimonio de la Humanidad por la UNESCO. También es un enclave importantísimo dentro de la cultura argárica.

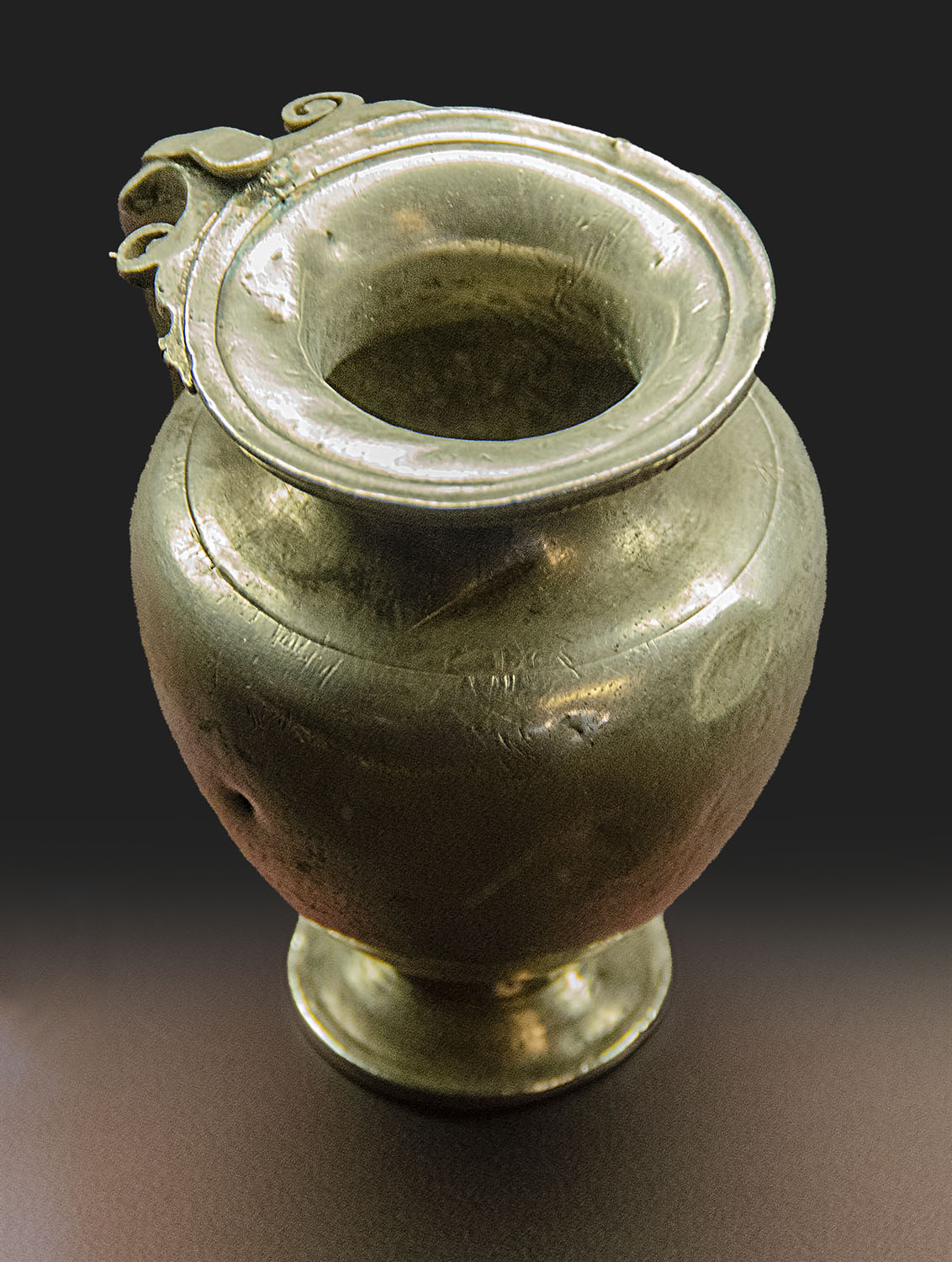
Jarrito del Tesoro de la Alameda. Ibero - romano,. Museo Provincial de Jaén.

Fue el Ilucia ibérico, la Itangi fenicia, el Ilugo romano, el San Esteban visigótico, el Sant Astabin árabe y el San Esteban del Puerto medieval.
Su castillo árabe fue escenario de luchas y rebeldías hasta que el rey Fernando III lo conquistara en 1226 y Alfonso X en 1254 la anexionara a Úbeda. No obstante, Sancho IV, mediante Carta Foral, reconoce el privilegio de Villa Real el 15 de marzo de 1285 que revalidará su hijo Fernando IV antes de cederla a la Orden de Calatrava diez años después; privilegio que perdería por su apoyo a Pedro I frente a Enrique II tras la derrota de aquel en la batalla de Montiel.
Desde finales del siglo XIV hasta el siglo XIX la historia de Santisteban estuvo ligada a la Casa de los Benavides. En 1300 fue, por poco tiempo, de los calatravos. En el año 1371 el rey Enrique II concedió la Villa de Santisteban con sus lugares de Navas de Santisteban, Espeluy, el barrio del Condestable de Ibros y El Castellar a Men Rodríguez de Benavides. En el año 1473 Enrique IV convirtió este señorío en condado y siglos más tarde, en 1793, se elevaría a ducado de Santisteban del Puerto. Del siglo XV al XVIII el señorío jurisdiccional laico de Santisteban del Puerto fue el de mayor riqueza del Reino de Jaén. En 1802 se produjo la segregación de Navas de San Juan. En 1837 se culminó la abolición del régimen señorial.

## Demografía
Santisteban del Puerto cuenta con una población de 4457 habitantes (INE 2024).
| Gráfica de evolución demográfica de Santisteban del Puerto entre 1842 y 2021                                        |
| |
| Población de derecho según los censos de población del INE Población de hecho según los censos de población del INE |

## Patrimonio artístico y monumental

### Monumento Natural Huellas de Dinosaurios
Uno de los principales exponentes del patrimonio cultural de Santisteban son las huellas de dinosaurio del periodo Triásico, encontradas en el yacimiento de Erillas Blancas.

### Tesoro de Perotito

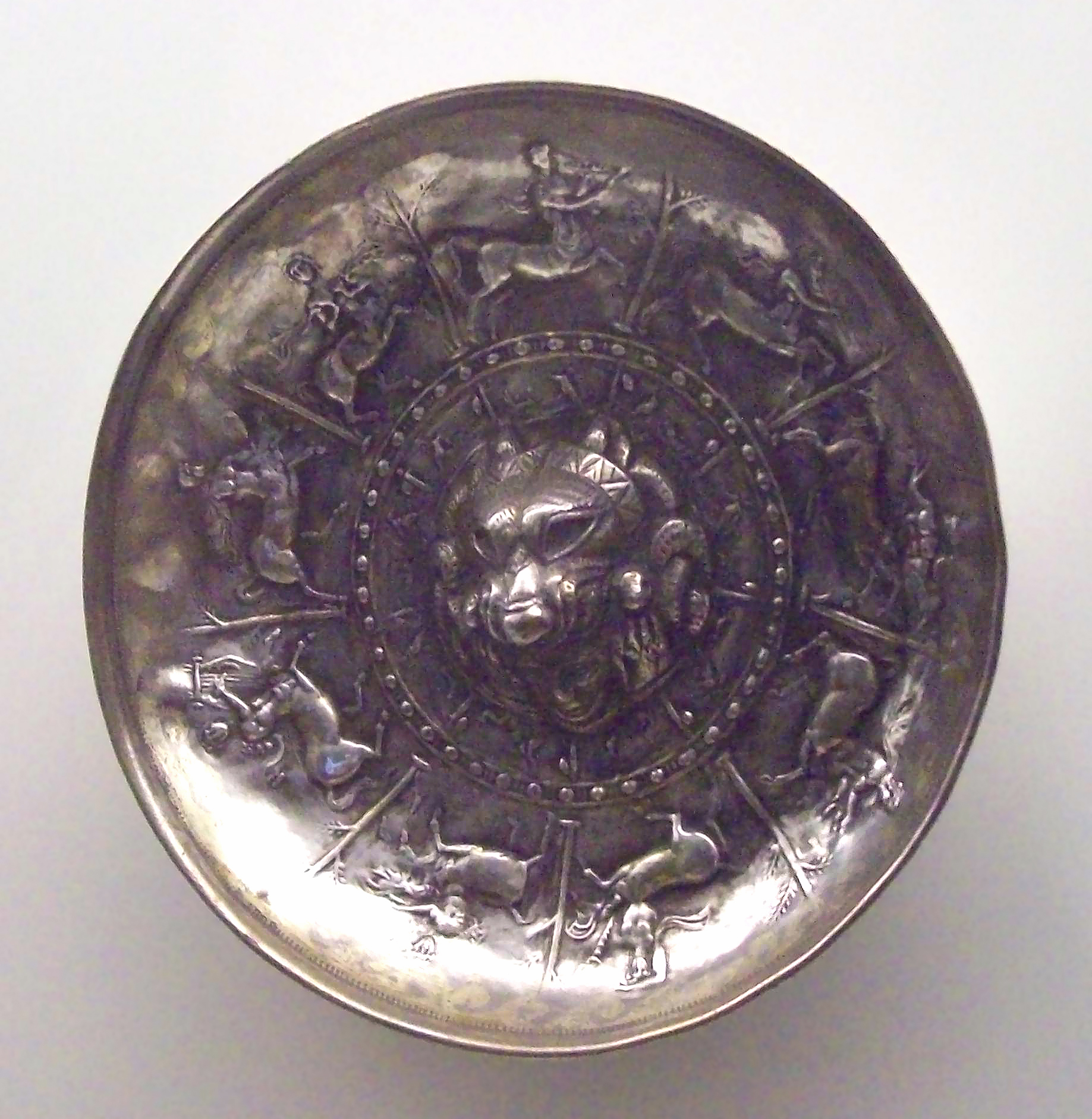
Pátera ibera de Perotito. Íbero, siglos a Museo Arqueológico Nacional.

Se trata de hallazgos de piezas de época ibérica encontradas en la finca de Perotito y que se hallan actualmente expuestas en el Museo Arqueológico Nacional (Madrid). Entre estas destaca una pátera de plata repujada con representaciones fantásticas del imaginario ibérico, fechada en el siglo II o I a. C. y conocida como Pátera ibera de Perotito.

### Iglesia de Santa María del Collado
Templo visigodo muy bien conservado, inédito en todo el sur español. Este templo es un gran desconocido del románico andaluz oriental (y por extensión del hispano), como lo demuestra hasta ahora, la ausencia de trabajos sobre él en este arte. También época visigoda pertenece una pila de agua bendita. Declarada Monumento Histórico Artístico por Real Decreto de 27 de enero de 1978, por su estructura, elementos y formas, el templo de Santa María del Collado debió tener su nacencia en la segunda mitad del siglo XIII. Su construcción debió realizarse en el reinado de Fernando III (1217-1252). Su campanario es una antigua torre albarrana del castillo de San Esteban.

### Castillo de San Esteban
El castillo se asienta sobre un cerro amesetado que forma casi un círculo de unos 200 m de diámetro. En torno al escarpe de esta amplia meseta se organizaron sucesivamente el oppidum antiguo y el castillo medieval. Sobre este asentamiento los bereberes construyeron un recinto de calicanto muy empedrado que coronaba el cerro. Para asentarlo excavaron parcialmente en el borde del escarpe y luego, una vez terminado el muro, rellenaron el espacio interior contribuyendo así a la nivelación de la meseta natural, que es algo más irregular y rocosa en su parte central.
La obra bereber, de los siglos XI y XII, fue completada con otra cristiana en la segunda mitad del siglo XIII. Los vestigios de este período se reducen prácticamente el torreón del lado norte y los refuerzos que fortifican los ángulos sureste, noreste y noroeste. El resto siguió la suerte del castillo bereber, víctima de la propia estructura erosionable del terreno.

### Otros lugares de interés
Señalar la iglesia de San Esteban, el Convento de San Francisco así como el Museo Jacinto Higueras. La Torre de Poyato es una torre del homenaje perteneciente, en su tiempo, a un castillo rural, datada en el siglo XIII.

## Cultura

### Semana Santa
Participan cuatro cofradías y un grupo parroquial, con un total de 7 procesiones, un Vía Crucis y 13 pasos. Las cofradías son: Cofradía de Esclavos Servitas de Nuestra Señora de los Dolores, San Juan Apóstol y Stmo. Cristo de la Caída, Cofradía de la Oración en el Huerto y Stmo. Cristo de Medinaceli (popularmente conocida como la de los Hortelanos), Cofradía de Nuestra Señora de la Soledad (atribuida a Mena), Cofradía de Nstro. Padre Jesús Nazareno y la Stma Virgen de la Amargura y el Grupo parroquial de la Entrada Triunfal de Jesús en Santisteban del Puerto tiene su página oficial de Facebook: Santisteban Costumbres y gentes.

### Fiestas de Pentecostés
Son las fiestas patronales en honor a la patrona, la Santísima Virgen del Collado Coronada. Son popularmente conocidas por sus tradicionales encierros, y porque gira alrededor de la imagen anteriormente citada, también son popularmente conocida por la arraigada tradición de la mayordomía. El lunes de Pentecostés cuando la imagen llega al templo la imagen se coloca enfrente de un estandarte soportado por 3 varales, que porta un cuadro con la aparición de la patrona, este cuadro es del autor madrileño Tamayo. Al canto de la salve, la persona que primero toque el varal central o en caso de duda el que más alto lo haya cogido se lo lleva a su casa y para a llamarse mayordomo, junto a 2 compadres, viven un año entero alrededor de la virgen, rezando todos los días el Rosario, y teniendo 24 horas, a disposición del pueblo su casa.

### Noche de los Mayos
fiesta peculiar en la que a las doce de la noche del 30 de abril, los santistebeños y visitantes suben a la iglesia de Santa María a cantar los Mayos, una jota que da la bienvenida al mes de mayo, acompañados por la Banda de Música y la Tuna. Seguidamente se visita la casa de la Mayordomía y del alcalde. También es costumbre la candelaria y el salto de la hoguera por el grande y judillas.

## Administración y política

### Elecciones municipales
|                                                        |  | 1979 | 1983 | 1987 | 1991 | 1995 | 1999 | 2003 | 2007 | 2011 | 2015 | 2019 | 2023 |
| ------------------------------------------------------ |  | ---- | ---- | ---- | ---- | ---- | ---- | ---- | ---- | ---- | ---- | ---- | ---- |
| AP/PP                                                  |  | -    | -    | 3    | 5    | 5    | 4    | 3    | 2    | 4    | 6    | 7    | 5    |
| PSOE                                                   |  | 7    | 9    | 8    | 8    | 8    | 9    | 8    | 6    | 4    | 4    | 4    | 5    |
| J.M.+                                                  |  | -    | -    | -    | -    | -    | -    | -    | -    | -    | -    | -    | 1    |
| PCE/IU                                                 |  | 0    | -    | -    | 0    | 0    | 0    | 0    | 0    | -    | 0    | -    | -    |
| UCD                                                    |  | 6    | -    | -    | -    | -    | -    | -    | -    | -    | -    | -    | -    |
| PA                                                     |  | -    | -    | -    | -    | -    | -    | -    | 3    | 3    | 1    | -    | -    |
| PDL                                                    |  | -    | 4    | 2    | -    | -    | -    | -    | -    | -    | -    | -    | -    |
| SI                                                     |  | -    | -    | -    | 0    | 0    | -    | -    | -    | -    | -    | -    | -    |
| FADI-CI                                                |  | -    | -    | -    | -    | -    | 0    | -    | -    | -    | -    | -    | -    |
| En negrilla el partido más votado                      |  |      |      |      |      |      |      |      |      |      |      |      |      |
| Fuente: Datos de las elecciones municipales desde 1979 |  |      |      |      |      |      |      |      |      |      |      |      |      |

### Alcaldía
| Periodo   | Nombre                                                                           | Partido |
| --------- | -------------------------------------------------------------------------------- | ------- |
| 1979-1983 | Ramón Padilla López                                                              | PSOE    |
| 1983-1987 | Francisco Martínez Velasco 1985: Antonio Robledo Morales                         | PSOE    |
| 1987-1991 | Ramón Padilla López                                                              | PSOE    |
| 1991-1995 | José Pliego Cubero 1994: José Álvarez Molino                                     | PSOE    |
| 1995-1999 | José Alvárez Molino                                                              | PSOE    |
| 1999-2003 | José Alvárez Molino                                                              | PSOE    |
| 2003-2007 | José Alvárez Molino                                                              | PSOE    |
| 2007-2011 | José Alvárez Molino 2007: Pedro Mercado Soriano 2008: José Manuel Morante Armijo | PSOE    |
| 2011-2015 | Juan Diego Requena Ruiz                                                          | PP      |
| 2015-2019 | Juan Diego Requena Ruiz                                                          | PP      |
| 2019-2023 | Juan Diego Requena Ruiz 2020: María Dolores Sánchez Pliego                       | PP      |
| 2023-act. | María Dolores Sánchez Pliego                                                     | PP      |

## Economía

### Evolución de la deuda viva municipal
El concepto de deuda viva contempla sólo las deudas con cajas y bancos relativas a créditos financieros, valores de renta fija y préstamos o créditos transferidos a terceros, excluyéndose, por tanto, la deuda comercial.
| Gráfica de evolución de la deuda viva del Ayuntamiento de Santisteban del Puerto entre 2008 y 2022                                  |
| |
| Deuda viva del Ayuntamiento de Santisteban del Puerto, en miles de euros, según datos del Ministerio de Hacienda y Función Pública. |